# 9!
9!（きゅう、FOMA Presents 9!）は、2004年7月 - 2005年3月に毎週水曜0:40 - 0:45（火曜深夜）（以前は、毎週水曜1:10 - 1:15（火曜深夜））に北海道テレビ放送（HTB）で放送していた、NTTドコモのFOMAとのタイアップミニ番組である。

## 概要
MCでTEAM NACSリーダーの森崎博之がNTTドコモのFOMAを使い、鈴井貴之や、他のTEAM NACSメンバー（安田顕、戸次重幸、大泉洋、音尾琢真）、小橋亜樹らのCREATIVE OFFICE CUE所属のタレントにテレビ電話をかけるという内容。
FOMA 900iシリーズの「9」とCREATIVE OFFICE CUEの「CUE」をタイトルにかけている。